# Tees Transporter Bridge

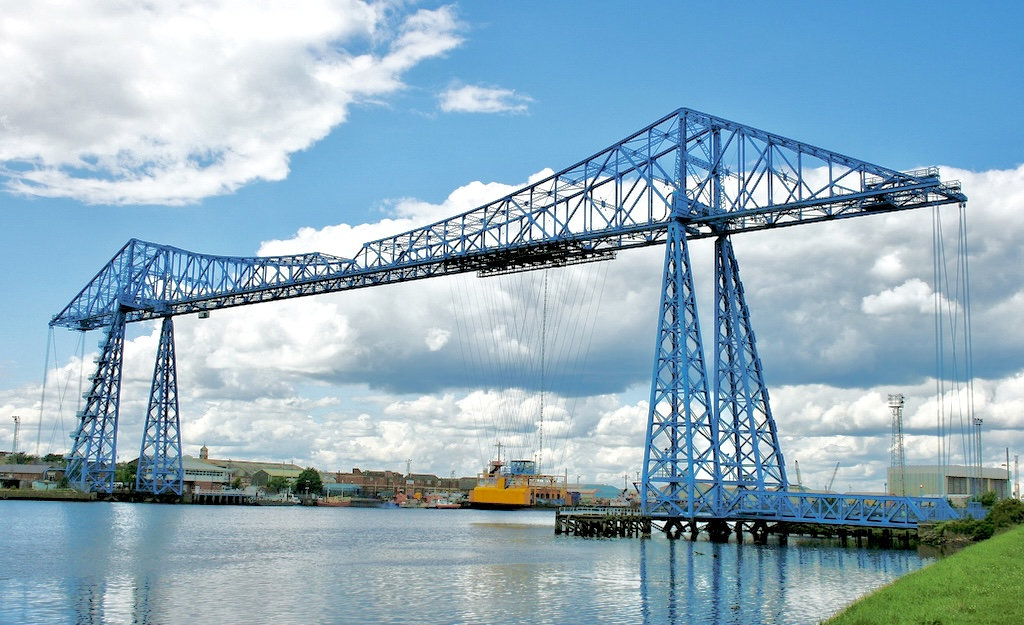
Le Tees Transporter Bridge.

Tees Transporter Bridge est un pont transbordeur sur le fleuve Tees qui relie Port Clarence à Middlesbrough, dans le Comté de Durham en Angleterre. 

## Historique
La construction du pont a commencé en 1909, il a été mis en service en 1911. À l'époque il était peint en rouge. Il a été bombardé pendant la première Guerre mondiale en 1916 par un Zeppelin.
En 1961 il a été repeint en bleu, sa couleur actuelle. En 2019 il a été fermé temporairement pour des travaux de maintenance.

## Description
Le pont de type transbordeur, a une longueur totale de 259 m pour une portée de 143 m et permet de traverser le fleuve en 90 secondes. La nacelle permet de transporter à chaque trajet jusqu'à 200 personnes et 9 voitures.

## Galerie

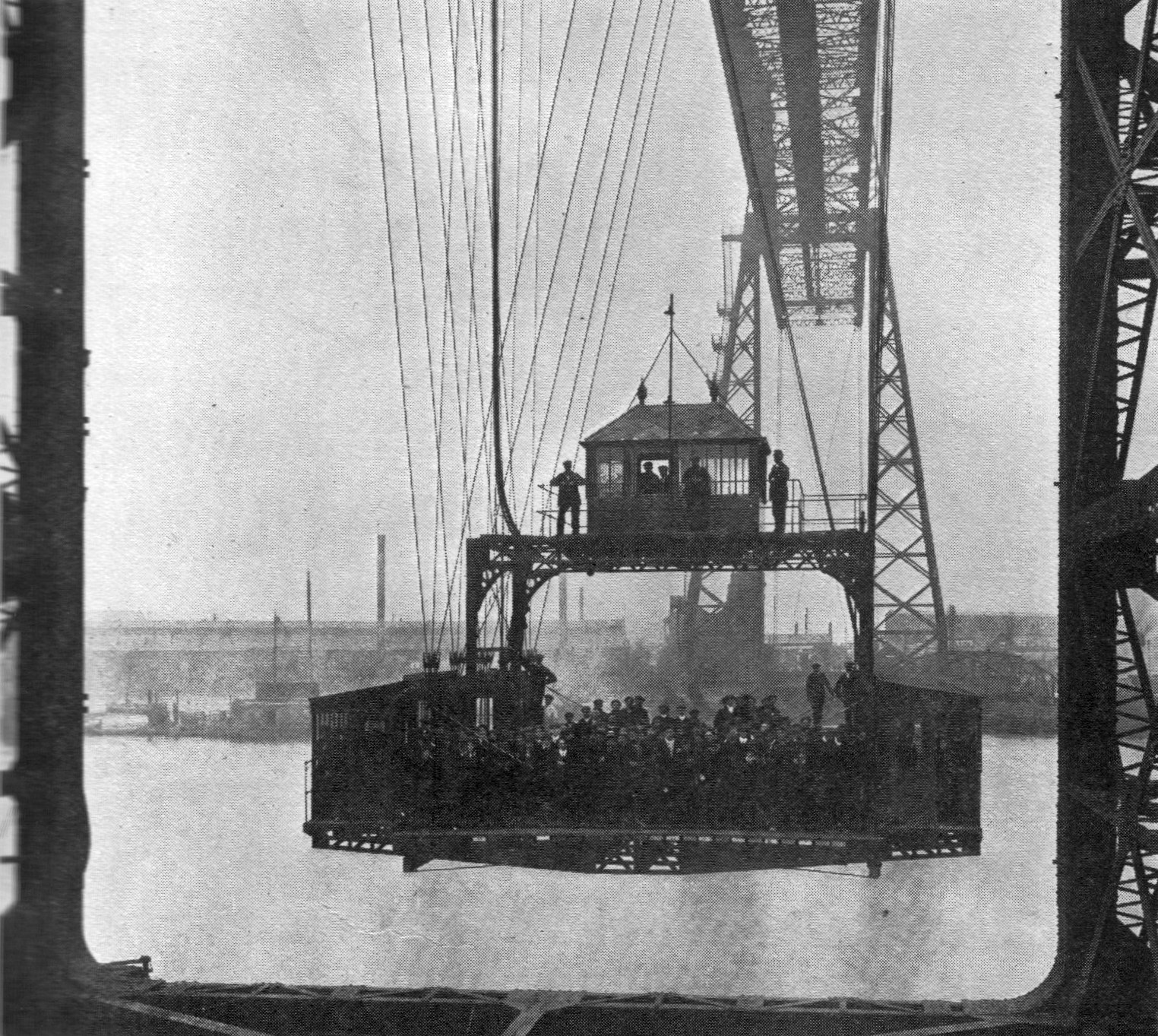
Le pont en 1931
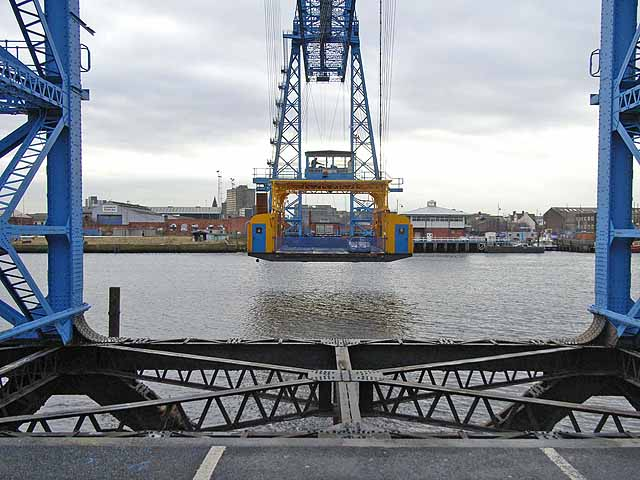
Le pont en 2008
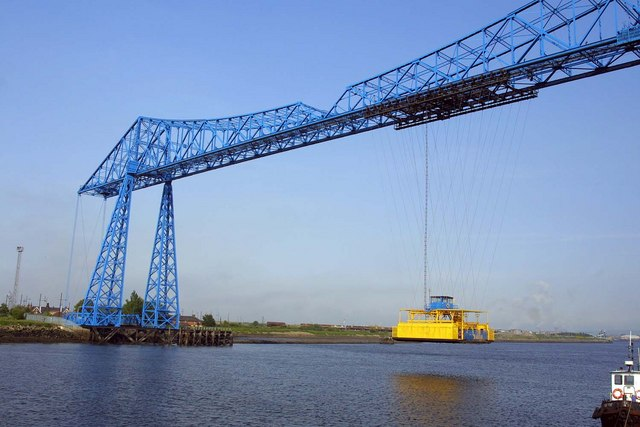
Vue générale
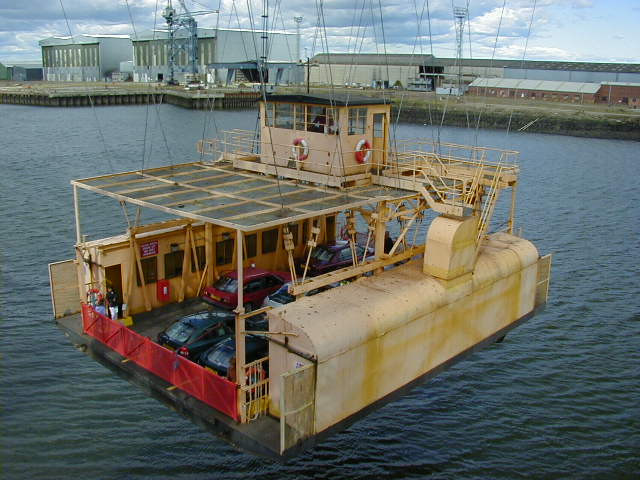
La nacelle